# Collinsia corymbosa
Collinsia corymbosa là một loài thực vật có hoa trong họ Mã đề. Loài này được Herder mô tả khoa học đầu tiên năm 1857.